# Прапор Таджицької РСР
Прапор Таджицької РСР — республіканський символ Таджицької РСР. Остання редакція прапора затверджена 20 березня 1953. 
До цього застосовувався червоний прапор з золотими серпом та молотом і написом кирилицею російською (рос. Таджикская ССР) та таджицькою (тадж. РСС Тоҷікістон) мовами в лівому верхньому кутку. 

## Галерея

Прапор Таджицької РСР, 1929—1931
Прапор Таджицької РСР, 1931—1935
Прапор Таджицької РСР, 1935—1936
Прапор Таджицької РСР, 1936—1938
Прапор Таджицької РСР, 1938—1940
Прапор Таджицької РСР, 1940—1953
Прапор Таджицької РСР, 1953—1991